# Mossi Paga
Mossi Paga (auch: Mossipaga) ist ein Dorf in der Landgemeinde Makalondi in Niger.

## Geographie
Das von einem traditionellen Ortsvorsteher (chef traditionnel) geleitete Dorf liegt an der Staatsgrenze zu Burkina Faso. Es befindet sich rund elf Kilometer südwestlich des Hauptorts Makalondi der gleichnamigen Landgemeinde, die zum Departement Torodi in der Region Tillabéri gehört. Zu den weiteren Siedlungen in der Umgebung von Mossi Paga zählt Koulbou im Nordosten.
Es herrscht das Klima der Sudanzone vor, mit einer durchschnittlichen jährlichen Niederschlagsmenge zwischen 600 und 700 mm. Im 38.000 Hektar großen Wald von Mossi Paga wachsen Flügelsamengewächse. Er steht unter Naturschutz. Das Dorf gehört außerdem zu einer Important Bird Area namens Makalondi district, die sich im Radius von rund 25 Kilometern um den Hauptort Makalondi erstreckt. Der Schweizer Missionar Pierre Souvairan, der von 1968 bis 1998 in der Gegend lebte, beobachtete hier etwa 310 verschiedene Vogelarten.

## Geschichte
In Mossi Paga fand 2017 eine öffentliche Zeremonie statt, bei der 30 Dörfer die Abschaffung der Praxis der weiblichen Genitalverstümmelung erklärten. Das Armed Conflict Location and Event Data Project erfasste für das erste Quartal 2024 in der Region Tillabéri insgesamt 122 gewaltsame Konfliktfälle mit 394 Toten und nannte Mossi Paga unter den betroffenen Orten.

## Bevölkerung
Bei der Volkszählung 2012 hatte Mossi Paga 611 Einwohner, die in 95 Haushalten lebten. Bei der Volkszählung 2001 betrug die Einwohnerzahl 531 in 56 Haushalten und bei der Volkszählung 1988 belief sich die Einwohnerzahl auf 1041 in 106 Haushalten.

## Wirtschaft und Infrastruktur
Im Dorf wird ein Wochenmarkt abgehalten. Der Markttag ist Freitag. Es gibt mehrere Handwerksbetriebe im Ort. Außerdem ist eine Schule vorhanden. Durch Mossi Paga verläuft die 119,5 Kilometer lange und asphaltierte Nationalstraße 6 zwischen der Hauptstadt Niamey und der Staatsgrenze.